# Амеранг
Амеранг (нем. Amerang) — община в Германии, в земле Бавария.
Подчиняется административному округу Верхняя Бавария. Входит в состав района Розенхайм.  Население составляет 3560 человек (на 31 декабря 2010 года). Занимает площадь 39,80 км².